# Cranborne Money
Cranborne Money ist der gebräuchliche Bezeichnung für die jährliche Zahlung an die Oppositionsparteien im britischen House of Lords. Sie dient dazu, deren Kosten zu beseitigen. Sie ist nach Robert Gascoyne-Cecil, 7. Marquess of Salisbury benannt. Als die Zahlung am 27. November 1996 eingeführt wurde, war er als Lord Cranborne Leader of the House of Lords. Im House of Commons wird das Gegenstück als Short Money bezeichnet.

## Jährliche Zuteilung
|                    | 2009/2010 | 2013/2014 |
| ------------------ | --------- | --------- |
| Conservative Party | 474.927   | –         |
| Labour Party       | –         | 555.748   |
| Liberal Democrats  | 237.126   | –         |
| Cross bench peers  | 61.003    | 71.770    |
| Insgesamt          | 726.988   | 627.518   |

Zusätzlich zu den oben genannten Mitteln werden die Gehälter des Leader of the Opposition und der Chief Whip der Opposition im House of Lords aus öffentlichen Geldern bezahlt. 2009/10 beliefen sich die Zahlungen auf £73.617 und £68.074.